# 2020년 GP 총격 사건
2020년 GP 총격 사건은 2020년 5월 3일 조선인민군이 KPV(고사총)를 대한민국 육군 GP에 사격한 사건이다.

## 배경
2019년 5월 23일, 황교안 대표는 지난 23일 육군 3사단 내 GP(감시초소)를 현장 방문한 자리에서 "정치권에서는 평화를 이야기해도 군은 (방어태세 약화시키는 것을) 막자고 말해야 한다. 군이 양보하는 입장을 가지면 안 된다"며 "군과 정부의 입장은 달라야 한다"고 말했다. 민주당이 항의했다.

## 명중
합동참모본부 관계자는 "당시 4발의 총탄이 GP 관측소 외벽 하단에 1.5∼2m의 탄착군을 형성한 것으로 드러났다"고 말했다. 당시 남북 GP간 거리는 1500 m 이상이었다. 반면 한국군의 대응사격은, 정확하게 북한 GP 외벽에 2m 탄착군을 형성할 정도로 명중했는지는 보도되지 않았다.

## 시간대별 정리
- 2020년 5월 3일 07시 41분, 북한군이 14.5mm 구경 고사총으로 강원도 철원군 제3보병사단 (대한민국) GP를 사격했다. GP 근무자들은 총성을 연속으로 세 차례 청취했다.[2]
- 07시 45분, GP 소초장(중위)이 즉각 비상벨을 눌렀고, GP 근무자 전원이 전투준비태세에 돌입했다.[3]
- 07시 51분, GP 외벽에서 4발의 탄흔과 탄환을 발견한 군은 북한군이 고사총(14.5mm 중기관총)을 쏜 걸로 결론내렸다. 부GP장이 GP 외벽에 총알에 맞은 흔적 4개를 식별했다.[3]
- 07시 56분, GOP(일반전초) 대대장(중령)이 북한군 GP에 사격을 지시했다. 그는 전날 오후 4시에 퇴근해, 당일 오전 출근하던 차량에서 보고를 받고 지시했다.[3]
- 08시 1분, GP장 통제하에 12.7mm K-6 기관총 원격사격체계(KR-6 기관총)로 타격을 시도했으나, 고장으로 불발됐다.[3]
- 08시 05분, GP 외벽에 총알 1개를 추가로 발견했다. 북한군이 사격한 총탄은 전방을 감시하기 위해 GP 관측실에 설치된 방탄 창문 아래에 맞았다. 4발은 1∼2m 내에 탄착군이 형성됐다.[3]
- 08시 13분, 화상 시스템으로 지켜보던 연대장(대령)이 5.56 mm K-3 기관총 사격을 지시했다. GP에서 K-3를 신속히 옆으로 옮겨 북한군 GP 하단부를 향해 15발을 발사했다. 이 과정에서 바닥에 떨어진 북한군 탄두가 발견됐다. 확인결과 14.5㎜ 고사총으로 파악됐다.[4][3]
- 08시 18분, 12.7mm K-6 기관총으로 15발을 발사했다. 사단장(신상균 소장)이 "북한은 14.5㎜인데 우리는 5.56㎜로 사격하는 것은 적절치 않다 해서 동종 화기인 12.7mm K-6 기관총으로 사격하라"고 지시했다.[3]

## 같이 보기
- 연천 530GP 사건
- 양구 GP 일병 사망 사건
- 휴전선 감시 초소(GP)